# 사가성

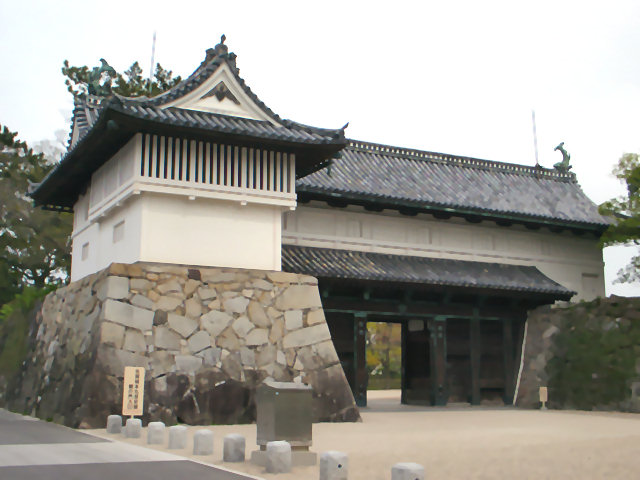
샤치 문과 쓰즈키 망루

사가성(일본어: 佐賀城,さがじょう 사가조[*])은 사가현 사가시에 있는 윤곽식과 제곽식이 혼합된 양식의 평성이다. 옛 성의 명칭은 사가 성(佐嘉城)이며, 시즈미 성(沈み城), 기코 성(亀甲城)이란 이명도 가지고 있다. 에도 시대 초기에 완성된 성으로 사가번의 번청으로 사용되었다.

## 개요
사가 성은 사가 현 사가 시 중심에 있으며, 성의 양식은 윤곽식과 제곽식이 혼합된 평성이 형태를 띠고 있다. 주변은 몇겹의 해자로 둘러 성을 방비하였다. 만약 성이 공격을 받을 때 성의 주요부분을 제외한 지역을 수몰시켜 적의 공격을 막는 구조로 되어 있다. 이런 연유로 시즈미 성(沈み城: 잠수 성)이라는 이명이 생겼다.
메이지 시대 초엽에 일어난 사가의 난으로 성의 대부분이 소실되었고, 샤치 문과 쓰즈키 망루만 남아 현존하고 있다. 이들 문과 망루는 국가 중요문화제로 지정되었다.
성터에는 현청, 합동청사, 방송국, 미술관, 박물관, 초중고의 각 학교, 공원 등 공공시설이 건립되어있으며, 사가 현의 정치경제의 중심지이다.

## 역사
아즈치모모야마 시대 ~ 에도 시대
사가 성 이전에는 류조지 가문의 거성 무라나카 성이 있었다. 센고쿠 시대 류조지 가문은 이 지역을 기반으로 규슈 북부의 큰 세력을 떨치고 있었다. 1584년 일어난 오키타나와테 전투에서 당시 류조지 가문의 당주 류조지 다카노부가 시마즈=아리마 연합군에 패사하였다. 이를 계기로 류조지 가문내의 실권은 가신 나베시마 나오시게가 장악하였다.
1585년 나오시게는 무라나카 성의 개축 계획을 세우지만, 주군 류조지 마사이에의 거절로 실행되지 않았다. 이 계획이 이행된 것은 에도 막부 정권하에 사가번주로 인정받은 1602년이 되던 해였다. 이 해 성의 혼마루가 개축되었고, 1611년 그의 아들 나베시마 가쓰시게가 번주로 재임시 성이 완성되었다. 내측 해자의 폭은 80m에 이르고, 혼마루에는 5층의 천수각이 건립되었다. 1615년 일국일성령이 반포되자, 이미 나베시마 가문의 거성이었던 하스이케 성은 폐성되었다.
성은 몇 번의 화재가 있었고, 특히 1726년에 일어난 대화재로 천수각이외의 혼마루 건물 대부분이 전소되었다. 이에 따라 어전 등 주요 부속건물을 성의 니노마루에 건립하여 1728년 완성되었다. 이 니노마루 건물을 사가 번의 번청으로 삼았다. 그러나, 1835년 일어난 화재로 다시금 니노마루의 어전 등 건물이 소실되자, 혼마루에 주요 건물을 재건하고 정무를 성의 혼마루에서 주관하게 된다. 현존하는 샤치 문과 쓰즈키 망루는 이 무렵인 1838년에 완성된 건물이다. 이에 더하여 천수는 1726년 일어난 대화재 이후 재건되지 않았다.
메이지 시대 이후
1874년(메이지 7년) 사가 번사 에토 신페이를 중심으로 일어난 사가의 난에서 사가 성은 잠시나마 이들 반란군의 거점이 되었고, 이 난으로 성의 주요 건물 대부분이 소실되었다. 샤치 문에는 당시의 상흔이 남아 있다. 이후 사가 성터에는 학교 및 관공소 등 공공시설이 건립되었다.
1953년(쇼와 28년) 샤치 문과 쓰즈키 망루는 사가 현 중요문화재로 지정되었고, 곧이어 1957년(쇼와 32년) 국가 중요문화재로 지정되었다. 이때 샤치 문과 쓰즈키 망루는 한 건물로 보아 《사가 성 샤치 문 및 쓰즈키 망루 1동》(佐賀城鯱ノ門及び続櫓 1棟)란 명칭으로 등재되었다.
1958년(쇼와 33년) 19세기 건물로 사료되는 고자노마(御座間)가 미즈가에오키 공원(水ヶ江大木公園)으로 이축되어 시민회관으로 사용되었다. 2001년(헤세 13년) 이 건물은 시 중요문화재로 지정되었고, 뒤이어 2004년(헤세 16년) 혼마루 어전 복원과 동시에 현재 위치로 이축되었다. 혼마루 어전은 사가 성 혼마루 역사관으로 사용되고 있다.
2006년(헤세 18년) 4월6일 일본 100대 명성에 선정되었다.

## 관광
교통
- JR 규슈 사가역에서 나카지마 행 버스로 환승, 《샤치 문앞》(鯱の門前)하차, 도보로 10분.

주변 문화시설 및 관광명소
- 사가 성 혼마루 역사관(티웨이 항공에서 인천과 사가 직항을 개항한 후 한국인 관광객의 관람 편의를 위해 한국인 안내원이 파견되고 있다.)
- 사가 현립 박물관 및 미술관
- 사가 현 도예협회 상설전시장
- 사가 시 역사민 속관
- 오쿠마 기념관 - 와세다 대학교의 설립자 오쿠마 시게노부 관련 자료를 전시
- 조코칸 - 사가 번주 나베시마 가문의 자료를 전시

## 같이 보기
- 사가의 난